# Championnat de Pologne de football 1968-1969
Navigation
Édition précédente Édition suivante
La saison 1968-1969 du championnat de Pologne est la quarante-et-unième saison de l'histoire de la compétition. Cette édition a été remportée par le Legia Varsovie, devant le Górnik Zabrze.

## Les clubs participants
| Club               | Ville     |
| ------------------ | --------- |
| GKS Katowice       | Katowice  |
| Gornik Zabrze      | Zabrze    |
| Legia Varsovie     | Varsovie  |
| Odra Opole         | Opole     |
| Pogoń Szczecin     | Szczecin  |
| Polonia Bytom      | Bytom     |
| ROW Rybnik         | Rybnik    |
| Ruch Chorzów       | Chorzów   |
| Sląsk Wrocław      | Wrocław   |
| Stal Rzeszów       | Rzeszów   |
| Szombierki Bytom   | Bytom     |
| Wisła Cracovie     | Cracovie  |
| Zagłębie Sosnowiec | Sosnowiec |
| Zagłębie Wałbrzych | Wałbrzych |

## Compétition

### Classement
| Rang | Équipe                 | Pts | J  | G  | N  | P  | Bp | Bc | Diff |
| ---- | ---------------------- | --- | -- | -- | -- | -- | -- | -- | ---- |
| 1    | Legia Varsovie         | 39  | 26 | 16 | 7  | 3  | 51 | 16 | +35  |
| 2    | Górnik Zabrze (C)      | 37  | 26 | 15 | 7  | 4  | 49 | 21 | +28  |
| 3    | Polonia Bytom          | 28  | 26 | 8  | 12 | 9  | 30 | 23 | +7   |
| 4    | Szombierki Bytom       | 28  | 26 | 11 | 6  | 9  | 35 | 35 | 0    |
| 5    | Zagłębie Sosnowiec     | 28  | 26 | 12 | 4  | 10 | 32 | 33 | -1   |
| 6    | Ruch Chorzów (T)       | 27  | 26 | 9  | 9  | 8  | 34 | 34 | 0    |
| 7    | Wisła Cracovie         | 25  | 26 | 9  | 7  | 10 | 25 | 32 | -7   |
| 8    | GKS Katowice           | 24  | 26 | 6  | 12 | 8  | 21 | 21 | 0    |
| 9    | Odra Opole             | 24  | 26 | 8  | 8  | 10 | 28 | 33 | -5   |
| 10   | Zagłębie Wałbrzych (P) | 23  | 26 | 10 | 3  | 13 | 21 | 29 | -8   |
| 11   | Pogoń Szczecin         | 22  | 26 | 7  | 8  | 11 | 24 | 31 | -7   |
| 12   | Stal Rzeszów           | 22  | 26 | 7  | 8  | 11 | 18 | 31 | -13  |
| 13   | Śląsk Wrocław          | 21  | 26 | 7  | 7  | 12 | 19 | 30 | -11  |
| 14   | ROW Rybnik (P)         | 16  | 26 | 3  | 10 | 13 | 23 | 41 | -18  |

| Légende | Légende                                                                                      |
| ------- | -------------------------------------------------------------------------------------------- |
|         | Coupe des clubs champions européens 1969-1970 (1er tour)                                     |
|         | Coupe d'Europe des vainqueurs de coupe 1969-1970 (1er tour)                                  |
|         | Relégation en II Liga                                                                        |
|         | (T) : Tenant du titre 1967-1968 (C) : Vainqueur de la Coupe de Pologne 1968-1969 (P) : Promu |

## Bilan de la saison
| Tableau d'Honneur |                |
| Compétition       | Vainqueur      |
| I Liga            | Legia Varsovie |
| Coupe de Pologne  | Górnik Zabrze  |

| Promotions et relégations |                              |
| Relégués en II Liga       | Śląsk Wrocław ROW Rybnik     |
| Promus de II Liga         | Gwardia Varsovie KS Cracovia |

| Qualifications européennes 1969-1970   |                |
| Coupe des clubs champions européens    | Qualifié       |
| 1er tour                               | Legia Varsovie |
| Coupe d'Europe des vainqueurs de coupe | Qualifié       |
| 1er tour                               | Górnik Zabrze  |

## Meilleurs buteurs
| # | Joueur               | Équipe         | Buts |
| - | -------------------- | -------------- | ---- |
| 1 | Włodzimierz Lubański | Górnik Zabrze  | 22   |
| 2 | Jan Banaś (en)       | Polonia Bytom  | 14   |
| 3 | Kazimierz Deyna      | Legia Varsovie | 12   |